# Dave Owen (Politiker)
Dave Owen (* 10. August 1938) ist ein ehemaliger US-amerikanischer Politiker. Zwischen 1973 und 1975 war er Vizegouverneur des Bundesstaates Kansas.

## Werdegang
Dave Owen studierte an der Ottawa University in Kansas, der Rutgers University und der Old Ohio State University. Er arbeitete zunächst im Warengeschäft seines Großvaters und dann im Bankgewerbe. So gründete er die First National Bank of Shawnee Mission in Fairway, deren Präsident er bis 1984 war. Ebenfalls bis 1984 war er Eigentümer der State Bank of Stanley. Dann verkaufte er beide Banken. Politisch wurde er Mitglied der Republikanischen Partei. Zwischen 1967 und 1973 gehörte er dem Senat von Kansas an. Er war Anhänger und Unterstützer von Bob Dole, dessen diverse Wahlkämpfe er mitorganisierte.
1972 wurde Owen an der Seite von Robert Docking zum Vizegouverneur von Kansas gewählt. Dieses Amt bekleidete er zwischen dem 8. Januar 1973 und dem 13. Januar 1975. Dabei war er Stellvertreter des Gouverneurs. Danach setzte er seine politische Tätigkeiten für Dole fort. Dabei kam er in engen Kontakt mit den Bundesparteispitzen der Republikaner. Er nahm sogar an Briefings von Präsident Gerald Ford teil. Anfang der 1980er Jahre war Owen Staatsvorsitzender seiner Partei für Kansas. 1982 kandidierte er erfolglos für das Amt des Gouverneurs. 1988 war er erneut für Bob Dole tätig, als dieser erstmals in den Vorwahlen für die Präsidentschaftswahlen antrat. Dabei kam es zu Unregelmäßigkeiten bei der Wahlkampffinanzierung. Das führte zur Untersuchung von Owens früheren finanziellen Wahlkampfaktivitäten. Schließlich wurde er wegen Steuerhinterziehung angeklagt und im Jahr 1993 zu einem Jahr Gefängnis verurteilt. Nach sechs Monaten wurde er dann wieder auf freien Fuß gesetzt. Präsident Bill Clinton begnadigte ihn im Januar 2001, kurz vor dem Ende seiner Amtszeit, endgültig. Damit gilt Owen nicht mehr als vorbestraft. Owen hatte stets seine Unschuld in der Angelegenheit beteuert. Politisch ist seine Karriere beendet. In der freien Wirtschaft bekleidete er seither verschiedene Posten in der Führungsetage einiger Unternehmen. Heute ist er unter anderem für die Lodgwell LLC tätig.